# USS Kansas (BB-21)
«Канзас» (англ. USS Kansas (BB-21) — американський четвертий пре-дредноут класу «Коннектикат» та другий корабель військово-морських сил США, названий на честь штату Канзас.
«Канзас» був закладений 10 лютого 1904 року на верфі компанії New York Shipbuilding Company у Нью-Йоркі. 12 серпня 1905 року він був спущений на воду, а 18 квітня 1907 року увійшов до складу ВМС США.
Незабаром після того, як корабель поступив на службу, «Канзас» приєднався до Великого Білого флоту для його навколосвітнього плавання в 1908—1909 роках. Надалі брав участь у походах до Європи у 1910 та 1911 роках, а після 1912 року брав участь у придушенні заворушень у кількох країнах Центральної Америки, включаючи окупацію США Веракрусу під час Мексиканської революції. Після вступу США у Першу світову війну у квітні 1917 року «Канзас» використовували як навчальний корабель для підготовки нового персоналу. У вересні 1918 року його включили до сил супроводу конвоїв до Європи. Після закінчення війни в листопаді здійснив серію переходів до Франції, звідкіля вивозив американських солдатів додому.
Після війни здійснював навчальні походи для курсантів Військово-морської академії США у 1920 та 1921 роках, перший — до Тихого океану, а другий — до Європи. У цей період нетривалий час був флагманом 4-ї дивізії лінкорів. Після повернення з другого походу «Канзас» був виведений з експлуатації і проданий на металобрухт у серпні 1923 року відповідно до умов Вашингтонського морського договору.

## Історія служби

Карта маршруту Великого Білого флоту (державні кордони на карті 2009 року).

Найбільш значущою подією у проходженні служби «Канзаса» був похід «Великого Білого флоту», за підтримки суден забезпечення, який за наказом Президента США Т. Рузвельта у 1907 році здійснив навколосвітню подорож, продемонструвавши усьому світові зрослу міць та силу американського флоту. 17 грудня флот, до якого входили майже усі американські лінійні кораблі того часу, виплив з Гемптон-Роудс і здійснив перехід на південь до Карибського басейну, а потім до Південної Америки, зупиняючись у Порт-оф-Спейн, Ріо-де-Жанейро, Пунта-Аренас та Вальпараїсо серед інших міст. Після прибуття до західного узбережжя Мексики в березні 1908 року флот провів три тижні, тренуючись у бойових стрільбах корабельної артилерії.
Потім флот відновив подорож уздовж Тихоокеанського узбережжя Америки, зупинившись у Сан-Франциско та Сіетлі, а потім перетнувши Тихий океан до Австралії, по дорозі зупинившись на Гаваях. Зупинки в південній частині Тихого океану включали Мельбурн, Сідней та Окленд.
Після Австралії флот повернув на північ до Філіппін, зупинившись у Манілі, а потім продовжив рух до Японії, де в Йокогамі відбулася церемонія привітання. У листопаді в Субік-Бей на Філіппінах протягом трьох тижнів проходили морські навчання. 6 грудня американські кораблі пройшли Сінгапур і увійшли в Індійський океан. В Коломбо флот поповнив запаси вугілля, перш ніж вирушити до Суецького каналу і знову поповнив вугіллям свої льохи в Порт-Саїді. Флот відвідав кілька середземноморських портів, перш ніж зупинитися в Гібралтарі, де міжнародний флот британських, російських, французьких та голландських військових кораблів привітав американців. Потім кораблі перетнули Атлантику, щоб повернутися на Гемптон-Роудс 22 лютого 1909 року, подолавши 46 729 морських миль (86 542 км). Там Теодор Рузвельт провів військово-морський огляд свого флоту.